# Álomépítők
Az Álomépítők (eredeti cím: Drømmebyggerne) 2020-ban bemutatott dán számítógépes animációs fantasy-vígjáték, amelyet Kim Hagen Jensen rendezett Søren Grinderslev Hansen forgatókönyvéből. Általánosságban vegyes kritikákat kapott az értékelőktől.
A film 2020. február 6-án jelent meg, míg Magyarországon augusztus 13-án.

## Cselekmény
Mina egy átlagos kislány, aki boldogan él egy vidéki kis házban az apjával és szeretett hörcsögével, Vigo Mortensennel. Édesanyja elhagyta a családot, hogy énekesi karriert csináljon és híres legyen. 
Egyik nap apja új barátnője, Helena beköltözik a házukba a lányával, Jennyvel. Jenny, bár egyidős Minával, teljesen más, mint ő: a divat és a közösségi média megszállottja, utálja az állatokat és igyekszik megszabadulni Vigótól. 
Egy éjszaka Mina észrevesz egy átjárót az egyik álmában, és felfedezi az „álomgyárat”: minden álmodó számára van egy-egy saját díszlet, ahol az álma létrejön, amiben van rendező, író, színészek, stb., akár egy film forgatásánál. Ebben eljátsszák az illető éppen aktuális álmát. 
Mina összebarátkozik álmai „rendezőjével”, Gaff-fal (ez már eleve szabálytalan, mivel az álmodónak erről nem szabadna tudnia), és veszélyes ötlettel áll elő: ha ébren nem tudja megváltoztatni Jenny viselkedését, akkor majd az álmokon keresztül fogja tenni. Az elképzelés azonban buktatókkal és veszélyekkel jár. Jenny viselkedése fokozatosan megváltozik, azonban az egyik ilyen álombeli beavatkozás után nem ébred fel. Mina mindenképpen segíteni akar rajta, ezért újabb, veszélyes beavatkozásokra vállalkozik.

## Szereplők
- Emilie Koppel – Minna
- Caroline Vedel Larsen – Jenny
- Rasmus Botoft – John / álomépítő / Milo
- Martin Buch – Gaff
- Ditte Hansen – Helene
- Mia Lerdam – ruházati eladó / közösségi médiában lévő lány
- Stig Hoffmeyer – nyomozó
- Alberte Winding – Karen Mitchels
- Kim Hagen Jensen – Jenny édesapja
- Morten Kamuk Andersen – álomépítő # 2 / színész # 1-3

## Filmkészítés
Jensen a film ötletét egy olyan álom után kapta, amelyben felfedezett egy titkos ajtót a saját álmaiba.

## Bemutató
A film 2020. február 6-án került a dán mozikba. Világszerte 4 millió dolláros bruttó bevételt hozott. A legtöbb bevételt Ausztrália (689 ezer dollár), Németország (631 ezer dollár) és az Egyesült Királyság (590 ezer dollár) hozta.

## Fordítás
- Ez a szócikk részben vagy egészben  a   Dreambuilders című angol Wikipédia-szócikk fordításán alapul.  Az eredeti cikk szerkesztőit annak laptörténete sorolja fel. Ez a jelzés csupán a megfogalmazás eredetét és a szerzői jogokat jelzi, nem szolgál a cikkben szereplő információk forrásmegjelöléseként.
- Ez a szócikk részben vagy egészben  a   Dreambuilders - La fabbrica dei sogni című olasz Wikipédia-szócikk fordításán alapul.  Az eredeti cikk szerkesztőit annak laptörténete sorolja fel. Ez a jelzés csupán a megfogalmazás eredetét és a szerzői jogokat jelzi, nem szolgál a cikkben szereplő információk forrásmegjelöléseként.